# NGC 5794
NGC 5794 este o galaxie lenticulară situată în constelația Boarul. A fost descoperită în 13 mai 1830 de către John Herschel. Se află la o distanță de 63,51 de megaparseci de Pământ.